# 시후구 (번시시)
시후구(한국어: 계호구, 중국어: 溪湖区, 병음: Xīhú Qū)는 중화인민공화국 랴오닝성 번시 시의 행정구역이다. 넓이는 320km2이고, 인구는 2007년 기준으로 220,000명이다.

## 행정 구역
6개 가도, 3개 진, 1개 향을 관할한다.
- 가도: 河东街道, 河西街道, 彩屯街道, 竖井街道, 彩北街道, 东风街道.
- 진: 火连寨镇, 歪头山镇, 石桥子镇.
- 향: 张其寨乡.